# 千頃堂書目
《千頃堂書目》，凡三十二卷，明末清初黄虞稷撰。
黃虞稷生於崇禎二年（1629年），自幼受父親黃居中影響，嗜書成癖，节衣缩食，多用在购书抄书上，千頃堂（千顷斋）即其室名。黃虞稷及其父两世相传，聚书六萬余卷。钱谦益因辑《列朝诗集》，曾在千顷斋借阅明代诗文集，得见前所未见之书，可想其藏书的丰富。《千顷堂书目》收录的著述宏富，幾無所不收。康熙十八年（1684年），黃虞稷由左都御史徐元文荐入明史馆，分纂《明史艺文志》，详考有明一代典章，而《千顷堂书目》可謂《明史艺文志》之初稿，所辑之书达一万二千余种，比之王鸿绪版《明史艺文志》仅收入四千六百三十三种，从数量来说，多出二倍。如錢宰《临安集》一書，《四庫全書總目提要》云：“其集《明史艺文志》、焦竑《国史经籍志》俱未著录，则在明代行世已稀，今从《永乐大典》中采掇编排”。而《千顷堂书目》十七卷却列有临安十卷，此四庫館臣不察之失。
《千顷堂书目》按经、史、子、集四部分类。並设二级类目，卷一至卷三为“经部”，下分：〈易〉、〈书〉、〈诗〉、〈三礼〉、〈礼乐〉、〈春秋〉、〈孝经〉、〈论语〉、〈孟子〉、〈经解〉、〈四书〉、〈小学〉（附算学）等十二类。卷四至卷十为“史部”，下分：〈国史〉、〈正史〉、〈通史〉、〈编年〉、〈别史〉、〈霸史〉、〈史学〉、〈史钞〉、〈地理〉、〈职官〉、〈典故〉、〈时令〉、〈食货〉、〈仪注〉、〈政刑〉、〈传记〉、〈谱系〉、〈簿录〉十八类。卷十一至卷十六为“子部”，下分：〈儒〉、〈杂〉、〈农〉、〈小说〉、〈兵〉、〈天文〉、〈历数〉、〈五行〉、〈医〉、〈艺术〉、〈类书〉、〈释〉、〈道〉十三卷。卷十七至卷三十二为“集部”，下分：〈别集〉、〈制诰〉、〈表奏〉、〈骚赋〉、〈总集〉、〈文史〉、〈制举〉、〈词曲〉八类，总计五十一类。黄虞稷善于藏书，又能读书，精於考訂，《書目》叙录详瞻，於作者、书名下附录字号、籍贯、官籍、谥号，以略論其作者生平。《四库全书总目提要·千顷堂书目》中说：“考明一代著作者，终是以是书为可据。”
现今流传的《千顷堂书目》的刻本，是吴兴张钧衡刻的《适园丛书》本。南京图书馆藏有八千卷楼藏旧抄本，共十四册，另一抄本是高鴻裁辨蟫居抄本，三十二卷，二十四册。